# Tonny Vos-Dahmen von Buchholz
Tonny Vos-Dahmen von Buchholz (Den Haag, 15 maart 1923 – Schiedam, 12 februari 2005) was een Nederlands kinderboekenschrijfster. Ze kreeg twee keer de Zilveren Griffel: in 1975 en in 1984.

## Korte biografie
Dahmen von Buchholz was een dochter van ambtenaar en politiecommissaris Rudolph Wilhelm Dahmen von Buchholz en Helena Butner. Haar vader was tijdens de Duitse bezetting hoofd van het Bureau Joodsche Zaken in Amsterdam en gaf leiding aan de zgn. jodenjagers, mensen die ondergedoken joden opspoorden en aangaven voor gulden 7,50 per persoon.
Na haar HBS volgde Dahmen von Buchholz een secretaresseopleiding. Tijdens de Tweede Wereldoorlog was zij kort werkzaam voor de Sicherheitsdienst in Den Haag, waar ze ontslag nam. Vervolgens werd ze bij De Nederlandsche Bank secretaresse van NSB topman Meinoud Rost van Tonningen. Ze huwde op 3 november 1943 in Amsterdam met Jan Frederik Vos (1919-2008), politieman en SS-Rottenführer. Zowel haar man als haar vader werden na de Tweede Wereldoorlog veroordeeld voor hun rol tijdens de bezetting. 
Na de oorlog werkte ze enige tijd als redactrice van De Nederlander: Christelijk-Historisch dagblad, totdat dit blad in 1947 werd opgeheven. Vanaf 1956 werkte ze aan vertalingen van boeken uit het Engels, Duits en Zweeds. In 1964 debuteerde ze als schrijfster.
Haar boeken zijn vaak rondom archeologische thema's geschreven. Haar eerste boek verscheen in 1964, haar laatste in 2000. Archeologische vondsten bij Vlaardingen, haar toenmalige woonplaats, zetten haar aan het schrijven. In de jaren tachtig woonde ze in Wijk bij Duurstede, waar ze brochures schreef over monumenten en stadsgids voor de VVV was.
In 1975 en 1984 won ze een Zilveren Griffel. In 1989 won ze een Glazen Globe voor Het eind van de regenboog.
Vos-Dahmen von Buchholz overleed in 2005 in haar toenmalige woonplaats Schiedam.